# Vila Soví hrádek (Opava)
Vila Soví hrádek (též Vila Viktora Bartela) je vila v Opavě. Jde o regionálně ojedinělou ukázku architektury počátku 20. století, kombinující secesi a severoněmecké historizující (romantické) prvky s britským Hnutím uměleckých řemesel (styl cottage). Od 3. května 1958 je památkově chráněná.

## Historie a popis
Vilu si nechal mezi lety 1904 a 1905 vystavět Viktor Bartel, syn významného opavského stavitele Augusta Bartela, jehož rodina měla již od první poloviny 18. století své rodové sídlo na zámku ve Starých Heřminovech.

Vila, jež svůj název získala díky kamenickému vyobrazení sov ve štítu a nad hlavním vstupem, stojí volně na nárožní parcele na Kylešovském kopci a svou asymetričností potlačuje osovou souměrnost a pravidelnost. V přízemí má vysokou spárovanou kamennou podezdívku. V úrovni druhého patra je do nároží stavby vsazen balkon, dekorovaný pěti štukovými věnci, nad níž se tyčí hranolová věž zakončená cimbuřím, na které je umístěna ještě menší válcová věžička. Podkroví budovy je hrázděné. Secesní výzdoba se promítá i v interiéru, zejména v prostorách vestibulu.